# Geprüfter Technischer Betriebswirt
Der Geprüfte Technische Betriebswirt ist ein Aufstiegsfortbildungsabschluss des Deutschen Industrie- und Handelskammertags (DIHK), der staatlich anerkannt und geschützt ist. Er gehört wie der Geprüfte Betriebswirt, der Geprüfte Berufspädagoge, der Strategische Professional und der Geprüfte Technische Industriemanager zur dritten Stufe des IHK-Aufstiegsfortbildungssystems. Die englische Bezeichnung des Abschlusses ist Master Professional of Technical Management (CCI).

## Berufsbild
Ziel der Prüfung ist der Nachweis der Qualifikation zum Geprüften Technischen Betriebswirt. Die Qualifikation umfasst die Befähigung, unternehmerisch kompetent, zielgerichtet und verantwortungsvoll Lösungen für betriebswirtschaftliche Problemstellungen der Unternehmen, insbesondere im Zusammenhang mit den Herausforderungen des internationalen Wettbewerbs, entwickeln zu können und dabei die ökonomische, ökologische und soziale Dimension eines nachhaltigen Wirtschaftens zu berücksichtigen. Hierzu gehört, insbesondere nachfolgende Aufgaben ausüben zu können:
1. Strategiefindung und -umsetzung im Rahmen einer nachhaltigen Unternehmensführung,
2. Gestaltung der organisatorischen Rahmenbedingungen des Unternehmens unter Nutzung moderner Informations- und Kommunikationstechniken,
3. Auswahl und Einsatz der personalwirtschaftlichen Instrumente zur Sicherung der Unternehmensziele,
4. Leitung und Koordination der betrieblichen Leistungsprozesse unter Berücksichtigung der rechtlichen Rahmenbedingungen.

Der Betriebswirt soll auf der Basis eines an Werten orientierten, strategisch ausgerichteten Verständnisses des wirtschaftlichen Handelns diese Aufgaben mit betriebswirtschaftlicher Fachkompetenz, verbunden mit Methoden- und Sozialkompetenz wahrnehmen können.

## Zulassungsvoraussetzung
Die Zulassungsvoraussetzungen sind hoch: Vorausgesetzt werden die Basisbestandteile der 3-jährigen bodenständigen und relevanten Berufsausbildung, eine anschließende mehrjährige Berufserfahrung (min. 2 Jahre) sowie eine darauf aufbauende bestandene Aufstiegsfortbildung auf Bachelor-Niveau (DQR & EQR Level 6):
- eine erfolgreich abgelegte IHK-Aufstiegsfortbildung zum Industriemeister (inkl. Ausbilderschein nach AEVo), Industrietechniker oder zum Technischen Fachwirt oder eine vergleichbare technische Fortbildungsprüfung nach dem Berufsbildungsgesetz
- Fortbildungsabschluss an einer Fachschule für Technik (z. B. staatlich geprüfter Techniker)
- abgeschlossenes technisches Studium (Ingenieurswesen) zusätzlich 2 Jahren Berufspraxis

Sowie als zusätzlicher, seltener Ausnahmefall für besonders qualifizierte Personen die:
- Glaubhaftmachung durch Zeugnisse, dass man über die notwendigen Fertigkeiten und Fähigkeiten verfügt[3]

Die jeweilige IHK entscheidet über jeden Antrag individuell, es gibt keinen Anspruch auf Zulassung.

## Fortbildungsdauer
Es besteht offiziell keine Pflicht, einen Vorbereitungskurs zu besuchen. Die Stundenempfehlung des DIHK-Rahmenplans beträgt 620 Unterrichtsstunden. Kurse dauern in Vollzeit etwa vier Monate, in Teilzeit zwölf bis 24 Monate.

## Prüfungsinhalte
| Gliederung der Prüfung                                      | Prüfungsumfang  | Prüfungsart |
| ----------------------------------------------------------- | --------------- | ----------- |
| Wirtschaftliches Handeln und betrieblicher Leistungsprozess | Max. 12 Stunden |             |
| Aspekte der allgemeinen Volks- und Betriebswirtschaftslehre | min. 90 Minuten | schriftlich |
| Rechnungswesen                                              | min. 3 Stunden  | schriftlich |
| Finanzierung und Investition                                | min. 3 Stunden  | schriftlich |
| Material-, Produktions- und Absatzwirtschaft                | min. 3 Stunden  | schriftlich |
| Management und Führung                                      |                 |             |
| Organisation und Unternehmensführung                        | 30 Minuten      | mündlich    |
| Personalmanagement                                          | 4 Stunden       | schriftlich |
| Informations- und Kommunikationstechniken                   | 4 Stunden       | schriftlich |
| Fachübergreifender technikbezogener Prüfungsteil            |                 |             |
| Projektarbeit                                               | 30 Kalendertage | Hausarbeit  |
| projektarbeitsbezogenes Fachgespräch / Präsentation         | 45 Minuten      | mündlich    |

Die Projektarbeit wird als Hausarbeit innerhalb von 30 Tagen geschrieben. Vom Prüfling werden zwei Themenvorschläge eingereicht und eines der beiden Themen, bzw. ein Thema vom Prüfungsausschuss wird vorgegeben/ausgewählt.
Die Prüfung gilt als bestanden, wenn alle Teile der Prüfung mindestens mit einer ausreichenden Leistung absolviert worden sind.

## Qualifikationsniveau
Der DQR ordnet den Geprüften Technischen Betriebswirt auf Stufe 7 ein und bewertet den Abschluss hinsichtlich seines Anspruchsniveaus damit als gleichwertig zum Master.
Der DQR hat nur orientierenden Charakter und beeinflusst keine Hochschulzugangsregelungen. Exemplarisch bewertet die Universität Oldenburg vergleichbare Abschlüsse im Verbund mit ihren vorausgesetzten Abschlüssen insgesamt wie ein bis zu dreisemestriges berufsbegleitendes Bachelor-Teilstudium.
Die IHK schaffte es, die Bezeichnung oder Übersetzungshilfe "Master of Technical Management (CCI)", bzw. "Master professional of Technical Management (CCI)" zu etablieren. Der Zusatz "professional" sollte die praxisorientierte, berufliche Qualifikation des Absolventen erkennen lassen, und zusammen mit dem Anhang "CCI" – chamber of commerce and industry (Industrie- und Handelskammer) von den Master-Grad-Bezeichnungen der Hochschulen abgrenzen. Es gelang wegen des erheblichen Widerstands der Hochschulen jedoch erst im Januar 2020, diese Bezeichnung offiziell zu etablieren, die Abschlusszeugnisse werden entsprechend mit den entsprechenden Berufsbezeichnungen ausgestellt. Ein Hauptargument der Akademiker war, dass im Ausland unter dem Master ausschließlich ein akademischer Abschluss verstanden wird, ein Gegenargument war die aufwendige Qualifizierungssteigerung, die ja bereits mit der Berufsausbildung beginnt und sich über den Meister-/Techniker-Abschluß fortsetzt, bis die Zulassungsvoraussetzungen zum Technischen Betriebswirt überhaupt erfüllt sind; sowie die damit verbundene stetige Steigerung der Berufspraxis, da die Qualifizierungen meist berufsbegleitend erfolgen. Eine gebräuchliche Bezeichnung für die dem technischen Betriebswirt vergleichbaren Abschlüsse wäre international etwa "higher-level professional certification".

## Weiterbildung
Der Technische Betriebswirt ist derzeit die oberste Stufe des IHK-Aufstiegsfortbildungssystems und eine Weiterqualifizierung bei der IHK daher derzeit nicht verfügbar. Der deutsche Qualifikationsrahmen sieht ausdrücklich die Kompetenz zur "Entwicklung innovativer Lösungen und Verfahren in einem beruflichen Tätigkeitsfeld" als Alternative zur Promotion vor und als gleichwertig zu dieser an, die IHKen bieten jedoch im Aufstiegsfortbildungssystem einen solchen "Technisch-innovativen Betriebswirt" derzeit nicht an.
Analog zum Technischen Fachwirt hat die politische Gleichwertigkeit zum Master nur eine Auswirkung auf tarifliche Eingruppierungen, die akademische Bewertung (allgemeine Hochschulzugangsberechtigung) ändert sich dadurch nicht. Somit ist eine Bewerbung auf ein Promotionsstudium oder auch in einen normalen Masterstudiengang nicht möglich, sondern nur der Einstieg in ein grundständiges Studium. Eine Anrechnung des technischen Betriebswirts erfolgt dabei individuell durch die Hochschulen.
Eine Ausnahme sind Masterstudiengänge der IHK Akademie Westerham zusammen mit der Donau-Universität Krems, die sich speziell an Absolventen auf der Weiterbildungsebene IHK Betriebswirt bzw. technischer Betriebswirt und Operative IT Professionals richten. Das Studium in einem Universitätslehrgang endet mit dem Abschluss Master of Science (MSc) – Management und IT, bzw. Master of Business Administration (MBA). Zu beachten ist, dass ein Master-Abschluss in einem Universitätslehrgang nicht zur Erlangung eines A-Postens (in Österreich) oder zur Einstufung in den Höheren Dienst (in Deutschland) führt.